# Florange
Florange là một xã trong vùng Grand Est, thuộc tỉnh Moselle, quận Thionville-Ouest, tổng Florange. Tọa độ địa lý của xã là 49° 19' vĩ độ bắc, 06° 07' kinh độ đông. Florange nằm trên độ cao trung bình là 170 mét trên mực nước biển, có điểm thấp nhất là 153 mét và điểm cao nhất là 232 mét. Xã có diện tích 13,18 km², dân số vào thời điểm 1999 là 10.778 người; mật độ dân số là 817 người/km². Xã nằm khoảng 6 km về phía tây nam của Thionville.

## Thông tin nhân khẩu
| 1954   | 1962   | 1968   | 1975   | 1982   | 1990   | 1999   |
| ------ | ------ | ------ | ------ | ------ | ------ | ------ |
| 12.039 | 14.270 | 12.543 | 12.446 | 11.766 | 11.304 | 10.778 |